# ریچارد ام. یانگ
ریچارد ام. یانگ (به انگلیسی: Richard M. Young) سناتور سابق عضو حزب دموکرات ایالات متحده آمریکا بود. وی در سال ۱۸۳۷ تا ۱۸۴۳ میلادی سناتور ایالت ایلی‌نوی در سنای ایالات متحده آمریکا بود.